# Game Boy Advance Video
Game Boy Advance Video est une gamme de films d'animation et de compilations d'épisodes de séries animées prévue pour être lue à partir de cartouches sur Game Boy Advance. La gamme a été produite par Majesco Entertainment et commercialisée à partir de 2004. Le développement a été réalisé en grande partie par DC Studios, excepté pour les cartouches libellées Movie Pak développées par 4Kids Technnology.

## Historique
La gamme est présentée pour la première fois en 2003, sous le nom de GBA-TV. L'annonce s'inscrit dans la continuité de la tendance vidéo portable: les cartouches viennent concurrencer des technologies comme VideoNow ou les lecteurs de DVDs portables, alors en pleine expansion. La commercialisation débute en Amérique du Nord l'année suivante, avec dans un premier temps des séries sous licence 4Kids (Tortues Ninja, Sonic X) et Nintendo (Kirby). En novembre 2004, Majesco commercialise d'autres Video Paks incluant des séries Disney Channel comme Lilo & Stich, Brandy et M. Moustache, et Kim Possible. Puis, en novembre 2005, Majesco introduit les premières cartouches contenant des films entiers comme Shrek ou Gang de Requins. Une cartouche spéciale, sortie uniquement aux Etats-Unis, combine les deux films en un ; elle a la particularité de jouer les vidéos en 112p au lieu de 160p, pour des raisons de compression.

## Caractéristiques
La technologie contenue dans les cartouches est le fruit d'une collaboration entre l'entreprise Majesco Entertainment et le studio canadien DC Studios Inc. Elle permet de stocker deux épisodes de 22 minutes par cartouche de 32 mégaoctets, avec une résolution de 240 par 160 pixels (160p).
Par la suite, Majesco ayant acquis des droits sur les films Shrek, la collaboration s'est étendue à la filiale technologie de 4Kids Entertainment dénommée 4Kids Technology, Inc., car le format de DC Studios ne permettait pas la compression de films au-delà de 45 minutes. Par conséquent, les GBA Video Movie Paks utilisent une technologie différente. La capacité est doublée (64 MB), et les cartouches embarquent des puces Matrix Memory. Développées par Matrix Semiconductors Inc, société dans laquelle Nintendo avait investi plusieurs millions, ces puces permettent à la console d'exploiter plus de mémoire.

## Compression et protection
Bien que les vidéos soient en couleur, à l'inverse de technologies déjà en vente comme VideoNow, la qualité est particulièrement réduite. La compression nécessaire pour stocker les oeuvres sur une cartouche entraîne la formation d'artéfacts sur la vidéo, mais aussi sur le son. Toutefois, des essais plus tardifs ont permis de pallier raisonnablement ces problèmes.
Le codec vidéo propriétaire créé par DC Studios est une variante de Cinepak, utilisant la quantification vectorielle. Ce codec est hautement asymétrique, nécessitant parfois plusieurs jours pour compresser le contenu de chaque cartouche (sur un banc de PC avec le matériel informatique de l'époque), alors que la décompression peut se faire sur le processeur 16 Mhz de la Game Boy Advance. Le processus de décompression est décrit en détail par les brevets de Majesco. Le codec sonore utilise la prédiction linéaire, étant une variante du codec GSM.
Les Movie Paks utilisent un codec différent, créé par le studio français ActImagine, devenu par la suite Nintendo European Research & Development. 
Etant donné que les cartouches contiennent des œuvres protégées par le copyright, elles embarquent un système de protection qui empêche la copie illégale via l'intermédiaire du GameBoy Player. En se basant sur le même système que les jeux GBA utilisant des vibrations, lorsque la cartouche est insérée dans un Game Boy Player, elle se bloque sur le logo « incompatible avec le GameBoy Player ». Ces limitations ont été mises en place afin de rassurer les ayants droit, craignant que les épisodes et films soient exploités illégalement ; pourtant, la faible résolution et le son mono des vidéos ne permettait pas d'obtenir des copies viables des œuvres.

## Liste des titres
- GBA Video Movie Pak vol. 1 : Shrek
- GBA Video Movie Pak vol. 2 : Shrek 2
- GBA Video Movie Pak vol. 3 : Gang de requins
- Bob l'éponge vol. 1
- Bob l'éponge vol. 2
- Bob l'éponge vol. 3
- Cartoon Network Collection vol. 1 (Ed, Edd et Eddy, Courage, le chien froussard, Johnny Bravo, Billy et Mandy, aventuriers de l'au-delà)
- Cartoon Network Collection vol. 2 (Nom de code : Kids Next Door, Courage, le chien froussard, Johnny Bravo, Billy et Mandy, aventuriers de l'au-delà)
- Cartoon Network Collection Limited Edition  (Le Laboratoire de Dexter, Nom de code : Kids Next Door, Ed, Edd et Eddy, Courage, le chien froussard)
- Cartoon Network Collection Platinum Edition (Nom de code : Kids Next Door, Ed, Edd et Eddy, Courage, le chien froussard, Billy et Mandy, aventuriers de l'au-delà)
- Cartoon Network Collection Premium Edition (Ed, Edd et Eddy, Courage, le chien froussard, Johnny Bravo, Le Laboratoire de Dexter)
- Cartoon Network Collection Special Edition (Ed, Edd et Eddy, Billy et Mandy, aventuriers de l'au-delà, Johnny Bravo, Le Laboratoire de Dexter)
- Charlotte aux fraises vol. 1
- Cool Attitude vol. 1
- Disney Channel Collection vol. 1 (Lilo et Stitch, la série, Kim Possible)
- Disney Channel Collection vol. 2 (Lilo et Stitch, la série, Kim Possible, Brandy et M. Moustache)
- Dora l'exploratrice vol. 1
- Dragon Ball GT vol. 1
- Jimmy Neutron vol. 1
- Mega Robot Super Singes Hyperforce Go ! vol. 1
- Mes parrains sont magiques vol. 1
- Nicktoons Collection vol. 1 (Razbitume !, Bob l'éponge, Mes parrains sont magiques)
- Nicktoons Collection vol. 2  (Rocket Power, Bob l'éponge, Mes parrains sont magiques)
- Nicktoons Collection vol. 3 (Danny Fantôme, Bob l'éponge, Mes parrains sont magiques)
- Nom de code : Kids Next Door vol. 1
- Pokémon vol. 1
- Pokémon vol. 2
- Pokémon vol. 3
- Pokémon vol. 4
- Razbitume ! vol. 1
- Sonic X vol. 1
- Les Tortues Ninja vol. 1
- Yu-Gi-Oh! vol. 1